# 해저도시
해저도시는 해저에 건설한 도시를 말한다.

## 실현가능성
전문가들은 현재의 건축기술을 총동원하면 해저도시의 건설이 가능하다고 본다.